# Pachyteria fasciata
Pachyteria fasciata är en skalbaggsart som först beskrevs av Fabricius 1775.  Pachyteria fasciata ingår i släktet Pachyteria och familjen långhorningar.
Artens utbredningsområde är Sri Lanka. Inga underarter finns listade i Catalogue of Life.